# Louga (Burkina Faso)
Pour les articles homonymes, voir Louga (homonymie).
Louga est une localité située dans le département de Kelbo de la province du Soum dans la région Sahel au Burkina Faso.

## Géographie
Louga est situé à 4 km à l'ouest de Kelbo, le chef-lieu du département, et à environ 65 km au sud-est de Djibo, la capitale provinciale.

## Histoire
Louga est érigé en village indépendant administrativement du chef-lieu Kelbo en 2006.

## Santé et éducation
Le centre de soins le plus proche de Louga est le centre de santé et de promotion sociale (CSPS) de Kelbo tandis que le centre médical avec antenne chirurgicale (CMA) se trouve à Djibo.
Le village possède une école primaire publique.